# Emblema de Angola
O Emblema de Angola, nomeado na constituição como Insignia da República, é um dos símbolos nacionais de Angola. O emblema foi usado pela primeira vez em 1975 com a independência da nação, e sofreu alterações mínimas desde então.

## Composição
De acordo com a constituição, a insígnia “é formada por uma secção de uma roda dentada e por uma ramagem de milho, café e algodão”, os elementos representando operários industriais e camponeses respectivamente. O livro aberto simboliza a educação e cultura, e o sol nascente na base representa “o novo País”. Ao centro figuram uma enxada e catana cruzadas, “simbolizando o trabalho e o início da luta armada.” Por fim, a estrela dourada representa solidariedade e progresso. Em uma faixa dourada na base da insígnia está a inscrição “República de Angola”.

## História

### Período Colonial
O primeiro brasão representativo de Angola foi um escudo de campo roxo/púrpura, com um pelicano dourado em um ninho com filhotes, proposto por Affonso Dornellas em 1932 e nunca adotado oficialmente. Em 1935, o Ministério das Colónias sob o Estado Novo estabeleceu um padrão a ser seguido no brasonamento de cada colónia, de forma a manter o desenho de cada brasão de armas consistente. No caso de Angola, o brasonamento era:
"Terciado em mantel, tendo: No primeiro, em campo de prata, as cinco quinas de Portugal, de azul, carregadas cada uma de cinco besantes de prata em aspa; No segundo, em campo de púrpura um elefante e uma zebra de ouro realçados de negro; No terceiro, a representação do mar, sendo o campo de prata carregado de cinco faixas ondadas de verde."
Em que o primeiro campo representava Portugal, o segundo a fauna de Angola e o terceiro a condição de território ultramarino. Esta versão mantinha as tinturas usadas na proposta de 1932. O brasão ficava sobre a esfera armilar, com uma coroa mural no topo e uma faixa com a inscrição “Colónia Portuguesa de Angola” na base. Em 11 de Junho de 1951, com a elevação de Angola à condição de província ultramarina, a inscrição foi alterada para “Provín. Portuguesa de Angola”.

### Após a Independência
O emblema da República Popular de Angola foi criado em 10 de Novembro de 1975 com a aprovação da primeira constituição da nação. Abandonando a heráldica tradicional europeia do brasão anterior, o governo dirigido pelo MPLA preferiu adotar o estilo dos emblemas socialistas preferido por países como a União Soviética e o Vietname. Em comum com outros emblemas deste estilo a insígnia de Angola tinha a estrela de cinco pontas e a presença de ferramentas cruzadas e símbolos como a roda dentada. A adoção do simbolismo socialista no emblema e na bandeira, bem como no hino de Angola, visavam difundir os valores do projeto do MPLA para o país independente.
O emblema adotado atualmente tem base na versão de 1975, e Angola é um dos poucos países do mundo a usar um emblema de estilo socialista sem que seja uma nação socialista. Diferente da bandeira e hino de Angola, a oposição liderada pelo UNITA não faz campanha pela modificação da insígnia.
Entre 1990 e 1992, a insígnia sofre algumas modificações. Primeiramente, conforme o MPLA se distanciava do Marxismo-Leninismo, a descrição do  emblema deixou de empregar os termos "Classe Operária" e "Classe Camponesa" típicos da analise marxista, substituindo-os por somente "Trabalhadores" e "Camponeses." Em seguida, a inscrição na faixa passou a ser "República de Angola", e não "República Popular de Angola".

## Brasões históricos

Brasão de armas da África Ocidental Portuguesa, de 8 de maio de 1935 a 11 de junho de 1951.
Brasão de armas da África Ocidental Portuguesa, de 11 de junho de 1951 a 11 de novembro de 1975.
Brasão de armas simplificado, de 8 de maio de 1935 a 11 de novembro de 1975.
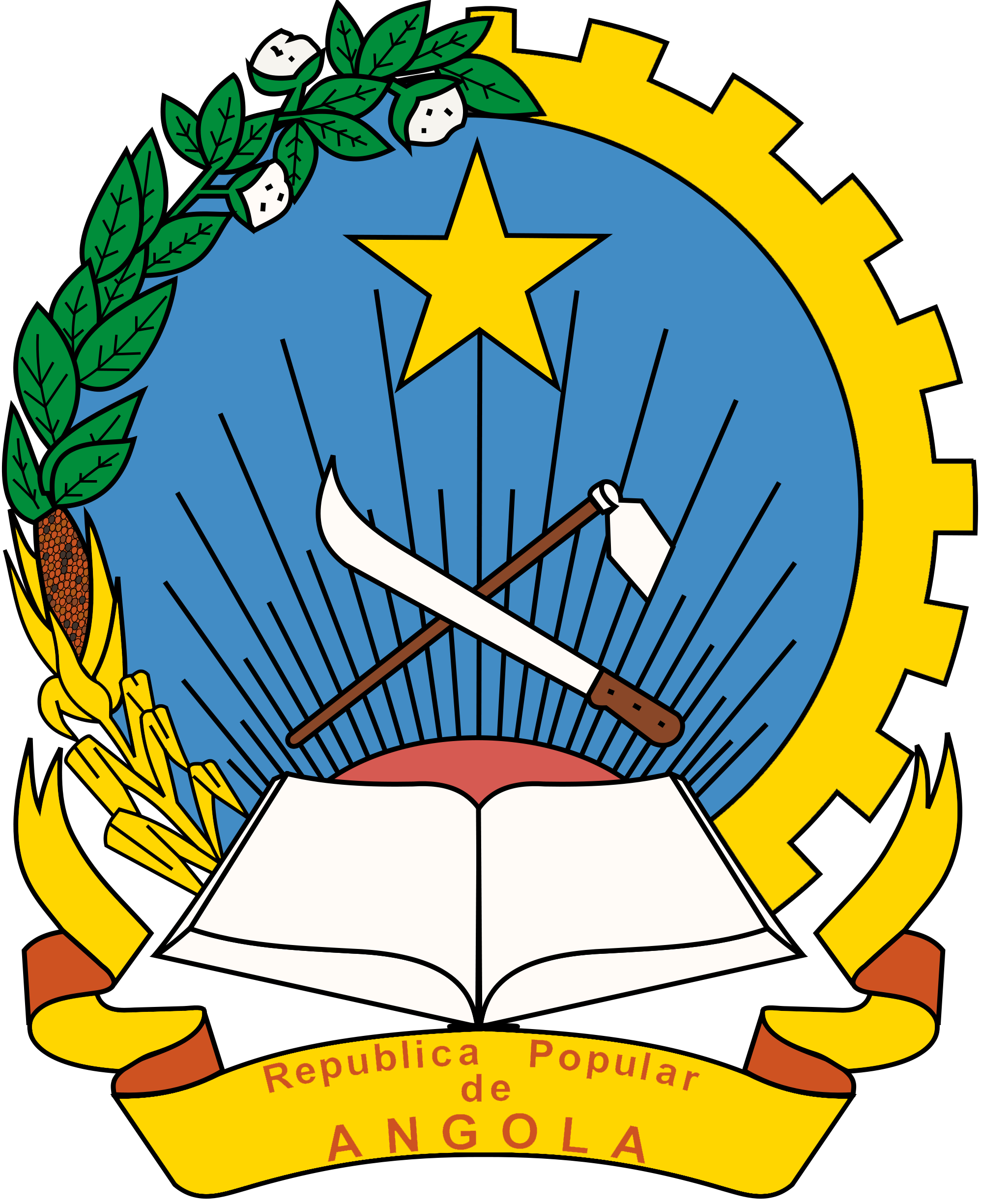
Emblema da República Popular de Angola (1975-1992)

## Ligações Externas
- Símbolos nacionais no Portal Oficial do Governo de Angola